# القسم المركزي (مقاطعة دورود)
القسم المركزي (بالفارسية: بخش مرکزی شهرستان دورود) هي بلدة تقع في إيران في لرستان. يقدر عدد سكانها بـ 144,130 نسمة .